# Assalaammoskee (Panningen)
De Assalaammoskee is een moskee in Panningen, geopend in 2008 en gelegen op de Raadhuisstraat 321.

## Geschiedenis
In de jaren 1960 zijn de eerste Marokkaanse gastarbeiders in de toenmalige gemeente Helden-Panningen aangekomen. Na een aantal jaren besloten veel gastarbeiders te blijven en veel kozen ook om hun families naar Nederland over te laten komen. Hierdoor nam de behoefte aan een ontmoetingsplek en gebedsruimte toe.
In de jaren 1970 werd samen met de Turkse gemeenschap een werkgroep opgericht die na gesprekken met de gemeente een tijdelijke ruimte beschikbaar in Panningen. In de jaren 1980 kregen ze een permanente ruimte. 
In 2000 ontstond een splitsing tussen de Marokkaanse en Turkse gemeenschap. De Marokkaanse gemeenschap ging verder onder de naam "Stichting Marokkaanse Islamitische Belangen" of "SMIB"; de Turkse gemeenschap had een eigen stichting opgericht.

### Brandstichting
Op 13 november 2004, de dag van het Suikerfeest, brandde de moskee in Helden-Panningen af. Het gebouw ging volledig verloren. Er zijn geen mensen gewond geraakt door het incident. Er was sprake van brandstichting. De brandstichting vond plaats in de nasleep van de moord op Theo van Gogh en verhoogde de onderlinge spanningen tussen de gemeenschappen in Helden. In januari 2005 werd een verdachte aangehouden, maar uiteindelijk zijn de daders nooit gevonden. Na de brand stelde de gemeente een tijdelijke ruimte beschikbaar om er voor te zorgen dat de moslimgemeenschap haar religieuze en culturele activiteiten kon voortzetten.

### Nieuwbouw
Na de brand werd besloten om een nieuwe moskee te bouwen op een nieuw stuk grond. Na een jarenlange inzamelingsactie waren er voldoende financiële middelen om in 2007 de moskee te kunnen realiseren. Er werd bij de bouw voornamelijk gebruik gemaakt van bedrijven in Helden. De moskee werd op 14 april 2008 officieel geopend door de toenmalige staatssecretaris van sociale zaken, Ahmed Aboutaleb. De moskee kreeg de naam "Assalaam" wat vrede betekent. Het gebouw werd ontworpen door "Frans Engels Architectenburo BNA" uit Helden en is grotendeels opgetrokken uit Engels baksteen.